# مليلية
مليلية (بالأمازيغية :ⵎⵍⵉⵍⵜ ، بالإسبانية: Melilla) مدينة تحت الحكم الإسباني تتمتع بنظام حكم ذاتي، تقع على ساحل شمال أفريقيا في الجانب الشرقي من رأس الشوكات الثلاث على حدود دولة المغرب. يحدّها شمالًا البحر الأبيض المتوسط. وتبلغ مساحتها 12.3 كم مربع (4.7 ميل مربع). بقيت جزءًا من مقاطعة ملقة حتى 14 مارس 1995، عند إقرار قانون الحكم الذاتي لمدينة مليلية.
تعتبر مليلية إحدى المناطق الخاصة بالدول الأعضاء في الاتحاد الأوروبي. وتخضع التنقلات من الاتحاد الأوروبي إلى مليلية وبالعكس لقواعد محددة منصوص عليها ضمن جملة أمور أخرى في اتفاق انضمام إسبانيا إلى اتفاقية شنغن.
وفي 2019، بلغ عدد سكان مليلية 86,487 نسمة. ينقسم السكان إلى قسمين رئيسيين: ذوي الأصول الإيبيرية والأمازيغ الريفيين، بالإضافة إلى عدد صغير من اليهود السفارديم، والهندوس السنديين. تتميز مليلية بازدواجية اللغة ما بين اللغة الإسبانية الرسمية والأمازيغية الريفية.
وعلى غرار مدينة سبتة التي تتمتع بحكم ذاتي أيضًا، والأراضي الإسبانية الأخرى الموجودة في أفريقيا، تطالب دولة المغرب باسترجاع مدينة مليلية وضمِّها إلى أراضيها.

## التاريخ

### العصور القديمة والمتوسطة
عُرفت مدينة مليلية بأنها مقر تجاري فينيقي، ثم أصبحت مقرًّا بونيقيًا، واتخذت تسميات مختلفة من اسم روسادير المستمد من الاسم الفينيقي لرأس الشوكات الثلاث المجاور لها. وبعد هزيمة قرطاج في الحروب البونيقية، وقعت المدينة تحت سيطرة دولة موريتانيا العميلة لروما. إذ ضم كاليغولا مليلية إلى الإمبراطورية الرومانية، وتبّعها الامبراطور كلاوديوس إلى مقاطعة موريتانيا الطنجية. ذكرها المؤرخ بليني في كتاباته واصفًا إياها بالحصن الجبلي والمرفأ. أصبحت مستعمرة رومانية عام 46 بعد الميلاد وأُطلق عليها اسم فلافيا في بعض الأحيان. يُقال إنها كانت ذات مرة مقرّا لكرسي أحد الأساقفة، ولكن لا يوجد سجل لأي أسقفيات فيها، وهي غير مدرجة في قائمة الكنيسة الكاثوليكية للأبرشيات الميتة.
يشبه تاريخ مليلية السياسي تاريخ نظيراتها من المدن في منطقة الريف المغربي وجنوب إسبانيا. حُكمت مليلية من قبل الونداليين، والبيزنطيين، والقوط الغربيين. وفي مطلع القرن السادس الميلادي، كانت الميناء الرئيسي للمملكة الماورية الرومانية. وبعد الفتح الإسلامي لشمال إفريقيا، وقعت مليلية تحت حكم الأمويين، والقرطبيين، والإدريسيين، والمرابطين، والموحدين، والوطاسيين.

### مطلع الحقبة الحديثة
خلال القرن الخامس عشر، أَفُل نجم مدينة مليلية، حالها كحال معظم مدن البحر الأبيض المتوسط في مملكة فاس، وطغت عليها المدن الواقعة على المحيط الأطلسي. بعد احتلال الملكَين الكاثوليكيين إيزابيلا وفيرديناند لمملكة غرناطة النصرية عام 1492، جمع أمينهما هيرناندو دي زافرا معلومات استخباراتية عن الحالة المؤسفة لساحل شمال إفريقيا، واضعًا في اعتباره خططًا للتوسع الإقليمي، وأرسل مبعوثين من أجل التحقيق في الأمر، وأبلغ بعدها الملكين الكاثوليكيين أنه في 1494، رفض السكان المحليون في تلك المناطق سلطة سلطان مملكة فاس، وعرضوا التعهد بالولاء لإسبانيا. وضعت اتفاقية توردسياس عام 1494 مدينتي مليلية وغساسة - المحجوزتين للبرتغال في ذلك الوقت - تحت سيادة قشتالة. أخّرَ الاحتلال الفرنسي لمدينة نابولي غزو المدينة.
دعا دوق ميدينا سيدونيا، ألفونسو بيريز دي غوزمان، إلى شن حملة بهدف الاستيلاء على مدينة مليلية بقيادة بيدرو دي استوبينيان، وأيّد الملكين الكاثوليكيين إيزابيلا الأولى ملكة قشتالة وفيرديناند الثاني ملك أرغون هذه المبادرة، وقدموا المساعدة من خلال تكليف ضابط المدفعية فرانسيسكو راميريز دي مدريد. احتُلت مليلية في 17 سبتمبر 1497، بدون عنف تقريبًا، لأنها كانت واقعة على الحدود بين مملكة تلسمان ومملكة فاس، وأسفر ذلك عن نشوب نزاعات عديدة عليها وتُركت مهجورة. لم تحدث بعدها توسعات كبيرة في مملكة فاس، باستثناء مهمات الكاردينال ثيسنيروس على طول الساحل الجزائري في مرسى الكبير، ووهران، وحجر بديس ضمن نطاق أراضي مملكة فاس. وتوجهت الطموحات الإمبراطورية للمملكة الإسبانية أخيرًا إلى مكان آخر، نحو حروب إيطاليا ضد فرنسا، وإلى القارة المكتشفة حديثًا في الجهة الأخرى من المحيط الأطلسي، خاصة بعد عام 1519.
كانت إدارة مليلية في البداية مشتركة ما بين عائلة ميدينا سيدونيا والتاج الملكي، وتطلبت اتفاقية عام 1498 من عائلة ميدينا سيدونيا توفير حامية قوامها 700 رجل في مليلية، ومن التاج توفير الأموال والقمح للمدينة. تراجع اهتمام التاج بمليلية خلال عهد تشارلز الخامس. وخلال القرن السادس عشر، تقاضى الجنود المتمركزون في مليلية أجورًا ضئيلة، مما أدى إلى حالات فرار عديدة. وفي 7 يونيو 1556، تخلى دوق ميدينا سيدونيا عن مسؤولياته تجاه حامية المكان.
في أواخر القرن السابع عشر، حاول السلطان العلوي اسماعيل بن الشريف غزو حصن مليلية، واستولى على التحصينات الخارجية في ثمانينيات القرن السابع عشر، وحاصر مليلية دون نجاح في تسعينيات القرن ذاته.
قال أحد الضباط الإسبان: «ساعة في مليلية، من مفهوم الاستحقاق، أكثر قيمة من ثلاثين عامًا في خدمة إسبانيا».

### أواخر العصر الحديث
حُددت الحدود الحالية للأراضي الإسبانية حول قلعة مليلية بموجب معاهدات مع المغرب في أعوام 1859، 1860، 1861، 1894. وفي أواخر القرن التاسع عشر، مع توسع النفوذ الإسباني في المنطقة، سمح التاج الإسباني لمليلية أن تكون المركز التجاري الوحيد على ساحل منطقة الريف بين تطوان والحدود الجزائرية. تزايدت قيمة التجارة، فكانت جلود الماعز، والبيض، وشمع النحل أهم الصادرات، فينما تنوعت الواردات بين السلع القطنية والشاي والسكر والشموع.
وفي 1860، لم يتجاوز عدد السكان في مليلية 375 نسمة. وفي 1866، وقعت إسبانيا والمغرب اتفاقية في مدينة فاس اتفق فيها الطرفان على السماح بتدشين مكتب جمارك قرب الحدود مع مليلية يديره مسؤولون مغاربة. اقتضت معاهدة السلام مع المغرب بعد حرب 1895- 1860 رسم محيط جديد للمدينة، لتصل مساحتها إلى ما هي عليه حاليًا والبالغة 12 كم مربع. وبعد إعلان مليلية ميناء حرًا عام 1863، بدأ عدد سكانها بالتزايد، خصوصًا من اليهود السفارديين الهاربين من تطوان، الذين عززوا التجارة داخل المدينة وخارجها. ولعل عام 1864 سجل أول اليهود الواصلين من تطوان، وقد وصل أول حاخام عام 1867، وبدأ بإدارة أول كنيس يهودي في حي سان ميغيل. وصل العديد من اليهود إلى مليلية هربًا من الاضطهاد الذي حرض عليه الرقي بوحمارة. في أعقاب رفع المنع عن الهجرة من شبه الجزيرة الإسبانية إلى مليلية عام 1868، ازداد عدد السكان الحاملين للجنسية الإسبانية فيها. زاد عدد السكان اليهود الذين حصلوا تدريجيًا على الجنسية الإسبانية إذ وصل إلى 572 نسمة عام 1893. وأدت الفرص الاقتصادية التي نشأت في مليلية إلى اندفاع السكان البربر للاستقرار فيها.
أُنشئت أول هيئة للحكم المحلي عام 1879 تحت اسم جونتا دي أربيتروس (مجلس الحكم المحلي)، تمتع من خلاله الجيش بالأولوية. بدأ بناء بوليغونو إيكسبيسيونال دي تيرو، أول حي خارج سور مدينة مليلية (حصن مليلية) عام 1888.
بدأ رجال القبائل الريفيين حملة مليلية الأولى لمحاولة السيطرة على المدينة في 1893؛ أرسلت الحكومة الإسبانية 25,000 جنديًا للدفاع عنها. عُرف هذا الصراع باسم حرب مارغالو، نسبة إلى الجنرال الإسباني خوان غارسيا واي مارغالو، حاكم مليلية، الذي قتل في المعركة. أدى الاتفاق الجديد لعام 1894 مع المغرب الذي أعقب الصراع، إلى زيادة التجارة مع المناطق النائية، مما جلب ازدهارًا اقتصاديًا جديدًا للمدينة. بلغ إجمالي سكان مليلية 10,004 نسمة في 1896.

## الجغرافيا
تقع مدينة مليلية في الشمال الغربي من القارة الإفريقية، بجانب بحر البوران وقبالة سواحل غرناطة وألمرية. تشكل المدينة نصف دائرة واسعة حول الشاطئ والميناء. كانت في الأصل قرية قلعة بنيت على تلة مرتفعة.

### المناخ
تتميز مليلية بمناخ متوسطي (مناخ البحر الأبيض المتوسط) الدافئ والرطب، مع هبوب رياح شرقية وأيضاً غربية، وفي بعض الأحيان تهب الرياح من الصحراء، يبلغ متوسط درجة الحرارة السنوية في مليلية 19 درجة مئوية.
يبلغ متوسط درجات الحرارة في فصل الشتاء 12.8 درجة مئوية، بينما تتراوح درجة الحرارة في فصل الصيف 25.2 وتتركز الأمطار في الشتاء والربيع، في حين أن الصيف تتصف بالجفاف. معدل سقوط الأمطار في مليلية يزيد عن الـ 534 ملم في السنة، ومعدل الرطوبة 75%.
| البيانات المناخية لـمليلية        | البيانات المناخية لـمليلية | البيانات المناخية لـمليلية | البيانات المناخية لـمليلية | البيانات المناخية لـمليلية | البيانات المناخية لـمليلية | البيانات المناخية لـمليلية | البيانات المناخية لـمليلية | البيانات المناخية لـمليلية | البيانات المناخية لـمليلية | البيانات المناخية لـمليلية | البيانات المناخية لـمليلية | البيانات المناخية لـمليلية | البيانات المناخية لـمليلية |
| الشهر                             | يناير                      | فبراير                     | مارس                       | أبريل                      | مايو                       | يونيو                      | يوليو                      | أغسطس                      | سبتمبر                     | أكتوبر                     | نوفمبر                     | ديسمبر                     | المعدل السنوي              |
| --------------------------------- | -------------------------- | -------------------------- | -------------------------- | -------------------------- | -------------------------- | -------------------------- | -------------------------- | -------------------------- | -------------------------- | -------------------------- | -------------------------- | -------------------------- | -------------------------- |
| متوسط درجة الحرارة الكبرى °م (°ف) | 16 (61)                    | 16 (61)                    | 17 (63)                    | 20 (68)                    | 25 (77)                    | 27 (81)                    | 29 (84)                    | 29 (84)                    | 25 (77)                    | 23 (73)                    | 20 (68)                    | 17 (63)                    | 22 (72)                    |
| المتوسط اليومي °م (°ف)            | 13 (55)                    | 13 (55)                    | 15 (59)                    | 16 (61)                    | 18 (64)                    | 22 (72)                    | 24 (75)                    | 25 (77)                    | 23 (73)                    | 20 (68)                    | 17 (63)                    | 15 (59)                    | 18 (65)                    |
| متوسط درجة الحرارة الصغرى °م (°ف) | 10 (50)                    | 11 (52)                    | 12 (54)                    | 13 (55)                    | 15 (59)                    | 18 (64)                    | 21 (70)                    | 22 (72)                    | 21 (70)                    | 17 (63)                    | 13 (55)                    | 11 (52)                    | 15 (60)                    |
| متوسط أيام هطول الأمطار           | 8                          | 9                          | 9                          | 7                          | 6                          | 3                          | 1                          | 2                          | 3                          | 7                          | 7                          | 8                          | 70                         |
| المصدر:                           |                            |                            |                            |                            |                            |                            |                            |                            |                            |                            |                            |                            |                            |

## الديموغرافيا
بلغ عدد سكان مدينة مليلية 78.476 نسمة عام 2011 (وفقاً للمعهد الوطني للإحصاء الإسباني).
| 8.956 | 50.170 | 77.192 | 79.056 | 58.449 | 68.789 | 78.476 |

## تاريخ مليلية

### العصور القديمة
- القرن السابع قبل الميلاد: تأسيس الفينيقيون للمدينة، وأطلقوا عليها اسم روسيدر (Rusadir).[29][30][31]
- القرن الخامس قبل الميلاد: وقوع المدينة تحت نظام حكم الإمبراطورية القرطاجية.[32]
- 218 قبل الميلاد: قامت مملكة موريتانيا بضم المدينة إلى أراضيها.
- 40 بعد الميلاد: سقطت المدينة تحت سيطرة الإمبراطورية الرومانية.
- 395 بعد الميلاد: مليلية تخضع للإمبراطورية الرومانية الغربية.

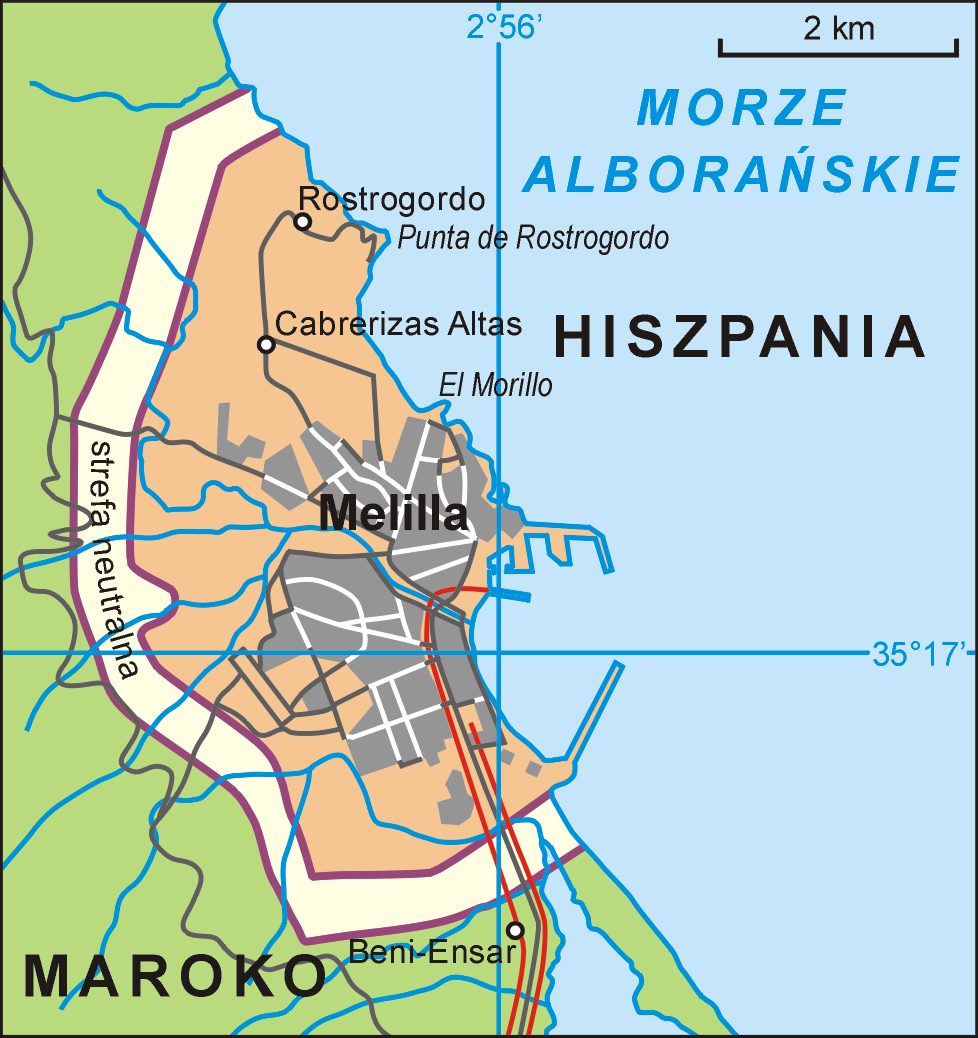
خريطة لمدينة مليلية

### العصور الوسطى
- 538: سقطت المدينة تحت هيمنة الإمبراطورية البيزنطية.
- 668: خضوع المدينة تحت سيطرة الأمويين.
- 750: مليلية تخضع لنفوذ الخلافة العباسية.
- 788: قامت إمارة نكور بضم المدينة إلى أراضيها، وفي عام 859 م قام الفايكينج باحتلال المدينة.
- 1019: خضوع المدينة تحت هيمنة خلافة قرطبة.
- 1030: استقلال المدينة تحت اسم طائفة مليلية.
- 1079: دخول المرابطين إلى المدينة.
- 1141: دخول الموحدين إلى المدينة.
- 1238: تصبح المدينة جزءاً من الدولة المرينية.

### العصور الحديثة
- 17 سبتمبر 1497: قام خوان ألونسو بيريث دي غوثمان إي دي ريبيرا بالاستيلاء على مليلية وضمها إلى المملكة الإسبانية.
- 1509: البرتغال تعترف بالسيادة الإسبانية على مليلية، وفقاً لمعاهدة لشبونة (المؤرخ 18 سبتمبر 1509، بين إسبانيا والبرتغال).
- 1554: يتم رسم الحدود مع الدولة السعدية.
- 9 ديسمبر 1774 إلى 19 مارس 1775: حصار السلطان محمد الثالث بن عبد الله الخطيب، بمساعدة من القوات البريطانية، لمدينة مليلية.
- من 1808 إلى 1814: اتجاه المجلس العام لمليلية إلى برلمان قادس، للدفاع عن الدستور الإسباني المؤرخ سنة 1812.

## تطوير المعالم

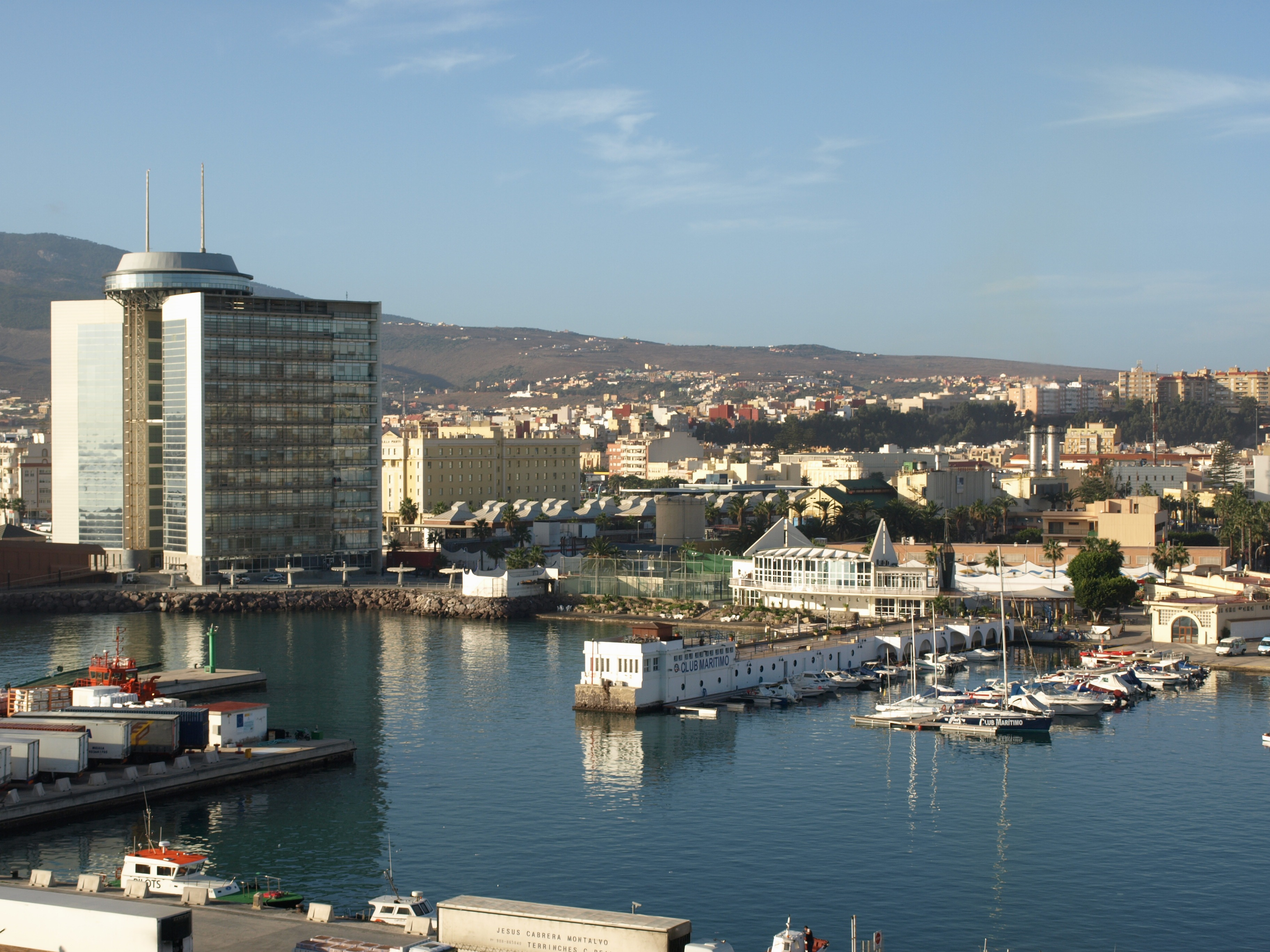
ميناء مليلية

حدث تغيير كبير في المدينة منذ أن صارت إقليماً إسبانياً، حيث أصبحت مليلية ذات طابع أوروبي إسباني، مع الاحتفاظ ببعض المعالم الريفية القديمة للمدينة. يعتبر التراث المعماري لمليلية، جنباً إلى جنب مع برشلونة، واحدة من أروع الأمثلة لنمط أرت نوفو (الفن الجديد) الإسبانية الذي بلغ الذروة في الشعبية في بداية القرن العشرين والذي يتميَز بتصميماته المتجددة.
وقد أطلقت إسبانيا أعمال تسييج للمنطقة الفاصلة بين مدينة مليلية ومدينة الناظور الريفية عام 1998 بشريط مزدوج من الأسلاك الشائكة بارتفاع يصل إلى 6,5 أمتار وطول 8 كيلومترات. كما أن الحكومة المغربية تنازلت لإسبانيا عن بعض الأراضي لضمها إلى مليلية من أجل تعزيز الأمن ومحاربة الهجرة السرية.
والجدار مجهز بأحدث وسائل المراقبة التكنولوجية بتمويل أوروبي وإسباني. ويعد الثاني من نوعه بعد السياج المزدوج الذي أُقيم على الحدود بين سبتة والمغرب، لتتحول نقطة الحدود المسماة باب سبتة بين سبتة والمغرب منذ بداية التسعينيات إلى حدود جغرافية للاتحاد الأوروبي مع المغرب، وتلفت الزائر إلى المنطقة لوحة كبيرة كتب عليها «أهلاً بكم في الاتحاد الأوروبي».